# Handball-Club Leipzig
Ne pas confondre avec le club masculin de handball du SC DHfK Leipzig.
Le Handball-Club Leipzig e.V. est un club féminin de handball basé à Leipzig.
Du temps de l'Allemagne de l'Est, le SC Leipzig était d'un des meilleurs clubs européens avec 15 championnats est-allemands remportés entre 1953 et 1991 et surtout 2 victoires en Coupe des clubs champions auxquelles s'ajoutent 4 finales perdues dans les années 1960 et 1970 et deux titres en coupe d'Europe de l'IHF.
Après la réunification, le club, devenu HC Leipzig en 1999, figure toujours parmi les meilleurs clubs nationaux avec 6 championnats et 7 coupes d'Allemagne remportés.
À l'issue de la saison 2016-2017, le club est déclaré en faillite et relégué en 3e division.

## Palmarès

### Titres européens
- Coupe des clubs champions (C1)
  - vainqueur (2) : 1966 et 1974
  - finaliste (4) : 1967, 1970, 1972 et 1977
- Coupe des vainqueurs de coupe (C2)
  - finaliste (2) : 1978 et 1997
- Coupe de l'IHF/EHF (C3)
  - vainqueur (2) : 1986 et 1992
  - finaliste (1) : 2009

### Titres nationaux
Allemagne de l'Est
- Championnat d'Allemagne de l'Est
  - vainqueur (15) : 1953, 1957, 1965, 1968, 1969, 1970, 1971, 1972, 1973, 1975, 1976, 1978, 1984, 1988, 1991
  - deuxième : ..., 1966, 1967, 1974, 1977, 1979, 1985, 1987, 1989, 1990
- Championnat d'Allemagne de l'Est à onze
  - vainqueur (2) : 1956 et 1967
- Coupe d'Allemagne de l'Est
  - vainqueur (3) : 1971, 1983 et 1987
  - finaliste : ?

Allemagne réunifiée
- Championnat d'Allemagne
  - vainqueur (6) : 1998, 1999, 2002, 2006, 2009 et 2010
  - deuxième (7) : 1996, 1997, 2000, 2001, 2008, 2013 et 2014
- Coupe d'Allemagne
  - vainqueur (7) : 1996, 2000, 2006, 2007, 2008, 2014 et 2016
  - finaliste (1) : 2013
- Supercoupe d'Allemagne
  - vainqueur (1)  : 2008
  - finaliste (2) : 2009 et 2016

## Joueuses célèbres
- Katrine Fruelund : de 2005 à 2006
- Grit Jurack : de 1993 à 2001 (VfB puis HC Leipzig) de 2003 à 2004
- Katja Kramarczyk-Schülke : de 2008 à 2017
- Karolina Kudłacz-Gloc : de 2006 à 2017
- Anne Müller : de 2010 à 2015
- Susann Müller : de 2013 à 2014
- / Ingrida Radzevičiūtė : de 1994 à 2008
- Else-Marthe Sørlie-Lybekk : de 2003 à 2008
- Heidi Tjugum : en 2007
- Renate Urne : de 2007 à 2011
- Nina Wörz : de 2000 à 2006